# Džemal Berberović
Džemal Berberović (* 5. November 1981 in Sarajevo, SFR Jugoslawien) ist ein bosnischer Fußballspieler. Der ehemalige Nationalspieler war auf beiden Außenverteidigerpositionen einsetzbar, vorzugsweise auf der rechten Seite.
Berberović begann seine Karriere beim FK Sarajevo. 2003 wechselte er nach Deutschland zu Bayer 04 Leverkusen, wo er sich nicht durchsetzen konnte und nicht zum Einsatz kam, lediglich als Leihgabe für den VfL Osnabrück spielte er in 13 Zweitligapartien. Im Januar 2005 kehrte er zum FK Sarajevo zurück. Danach spielte er mit Unterbrechungen für Litex Lowetsch, mit denen Berberović in der Saison 2010/11 bulgarischer Meister wurde. Zwischenzeitlich wurde er an FK Kuban Krasnodar ausgeliehen und spielte ein Jahr bei Denizlispor. Ende Juli 2011 wechselte er zum MSV Duisburg.
Zur Saison 2013/14 kehrte Berberović erneut zu Litex Lowetsch zurück.
Berberović gab sein Länderspieldebüt für Bosnien und Herzegowina am 12. Februar 2002 in einem Freundschaftsspiel gegen Wales in Cardiff. Am 29. Juli 2010 beendete er nach 33 internationalen Einsätzen seine Länderspielkarriere.